# Tocqueville, Eure

Tocqueville este o comună în departamentul Eure, Franța. În 1 ianuarie 2022 avea o populație de 143 de locuitori.